# Catherine Carr
Catherine Carr (anglès: Cathy Carr)  (Albuquerque, 27 de maig de 1954), també coneguda pel seu nom de casada Catherine West, és una nedadora estatunidenca, ja retirada, especialista en braça, que va competir durant la dècada de 1970.
El 1972 va prendre part en els Jocs Olímpics d'Estiu de Munic, on va disputar dues proves del programa de natació. En els 100 metres braça guanyà la medalla d'or, establint un nou rècord mundial d'1:13.58 a la final, i superant la soviètica Galina Prozuménsxikova per 1.41 segons. En els 4x100 metres estils, formant equip amb Melissa Belote, Deena Deardurff i Sandra Neilson també guanyà la medalla d'or, alhora que establia un nou rècord mundial tot superant als equips de la RDA i RFA.
El 1988 va ser inclosa a l'International Swimming Hall of Fame.
Va estudiar a la Universitat de Nou Mèxic i la Universitat de Califòrnia a Davis, on es va graduar el 1977. Treballà en una escola de primària de Vacaville i Davis, Califòrnia, fins a la seva jubilació.